# Римокатоличка црква Светог Ђорђа у Кули
Римокатоличка црква Св. Ђорђа у Кули налази се на територији општине Кула, у Кули, у Лењиновој улици на броју 16, у Западнобачком управном округу. Римокатоличка црква Св. Ђорђа у Кули са покретним стварима у њој које су од посебног културног и историјског значаја, утврђена је за споменик културе 2000. године.

## Историјат
Запис на кључном камену главног улаза и грб израђен у црвеном мермеру, смештен десно од унутрашњих вратница главног улаза, сведоче да је црква изграђена 1770. године.
На плочи стоји запис на латинском језику:
```
“MARIA THERESIA AUGUSTA REGNANTE ANNO DOMINI 1770.“
```

Првобитна грађевина била је знатно мања од данашње, али исте просторне концепције, са двоспратним звоником и хором на западу и олтарским простором на истоку.

## О цркви
Црква је садашњи облик добила 1828. године када је брод повећан и када су додате једноспратне сакристије са обе стране олтарске апсиде, што је дало крстообразну основу. Урађеном обновом је задржан барокни карактер грађевине.
Подела на пет травеја и светиште изведена је масивним ребрима лукова на призиданим ступцима. У складу са скромном фасадном декорацијом укомпоновано је западно прочеље са истакнутим централним ризалитом и две слепе, полукружно засведене нише.
Представа "Св. Ђорђе убија змаја", рад Јозефа Кеслера из 1875. године украшава главну олтарску палу која је мермерне конструкције.
Споредне олтарске пале, дрвених конструкција, украшавају сцене "Оплакивања Христа" и "Свете породице" које су дела непознатог аутора.
Чешки сликар Сирмај 1898. године је сводове цркве украсио са декоративним молерајем барокно рокајних украса.
Барокне картуше сводова пресликао је Киш Лајош из Сомбора 1964-65. године.
Прозори око главног олтара и пред светиштем украшени су крајем 19. века витражима израђеним у Будимпешти, у радионици Имре Селера.
На хору се налазе монументалне оргуље, једним делом уграђене у његову ограду, чији украс указује да су настале највероватније приликом обнове ентеријера 1898. године.
Црква својим архитектонским решењем представља својеврсно сведочанство о променама у концепцији обредног простора од краја 18. века до II ватиканског концила 1962. године.

## Црква данас
Као утврђени споменик културе Римокатоличка црква Св. Ђорђа подлеже мерама заштите у сврху очувања изворног изгледа спољашње архитектуре и ентеријера, као и покретних добара од посебног културног и историјског значаја која се налазе у самој Цркви.
Током априла месеца Римокатоличка црква Свети Ђорђе у Кули обележава свој дан уз служење празничне мисе.